# دایکی هوتا
دایکی هوتا (انگلیسی: Daiki Hotta؛ زادهٔ ۵ اکتبر ۱۹۹۴) بازیکن فوتبال اهل ژاپن است.